# L'Hôpital-d'Orion
L'Hôpital-d'Orion è un comune francese di 165 abitanti situato nel dipartimento dei Pirenei Atlantici nella regione della Nuova Aquitania.

## Società

### Evoluzione demografica
Abitanti censiti